# Gabriela Silang
María Josefa Gabriela Cariño o Gabriela Silang (Santa, 19 marzo 1731 – Vigan, 20 settembre 1763) è stata una condottiera, patriota e rivoluzionaria filippina.
È nota per aver guidato il movimento di indipendenza degli Ilocani dalla Spagna, ruolo in cui subentrò al suo secondo marito Diego Silang dopo la morte di questi nel 1763. Guidò il suo popolo per quattro mesi prima di essere catturata e giustiziata dal governo coloniale della Capitaneria Generale delle Filippine.
Viene ricordata come la Giovanna d'Arco di Ilocos.

## Biografia

### I primi anni
Gabriela Cariño nacque a Santa il 19 marzo 1731. Suo padre Anselmo era uno spagnolo ilocano, un commerciante che traghettava le sue merci da Vigan ad Abra lungo il fiume Abra ed era un discendente di Ignacio Cariño, il primo galiziano ad arrivare a Candon, alla fine del XVII secolo. Sua madre, invece, proveniva dal barrio Tinguian a San Quintin, nella provincia di Abra.
Gabriela ricevette un'educazione cattolica dal parroco della città, e conseguì un'istruzione di livello elementare nella scuola del convento della città. Dopo essere stata separata dai suoi genitori sin da bambina, fu cresciuta da un prete, il quale alla fine organizzò un matrimonio tra lei e un ricco uomo d'affari, Tomás Millan. Il matrimonio fu celebrato nel 1751, ma tre anni dopo Tomas morì.

### Il matrimonio con Diego Silang
Dopo essere rimasta vedova del suo primo marito, Gabriela incontrò il futuro leader degli insorti Diego Silang e lo sposò nel 1757. Nel 1762, nell'ambito di quella che sarebbe poi stata conosciuta come la Guerra dei sette anni, la Gran Bretagna dichiarò guerra alla Spagna e le truppe britanniche conquistarono e occuparono la capitale Manila. Diego Silang tentò la strada della lotta armata per rovesciare i funzionari spagnoli a Ilocos e per sostituirli con funzionari nativi. Si unì agli inglesi, che lo nominarono governatore della regione per loro conto. Durante questa rivolta, Gabriela fu tra i consiglieri più vicini a Diego e divenne il suo aiutante di campo non ufficiale durante gli scontri con le truppe spagnole. Giocò un ruolo molto importante anche nella cooperazione del marito con gli inglesi. Le autorità spagnole si vendicarono offrendo una ricompensa per l'assassinio di Diego: due suoi ex alleati, Miguel Vicos e Pedro Becbec, lo uccisero a Vigan il 28 maggio 1763.

### Gli ultimi giorni daGenerala

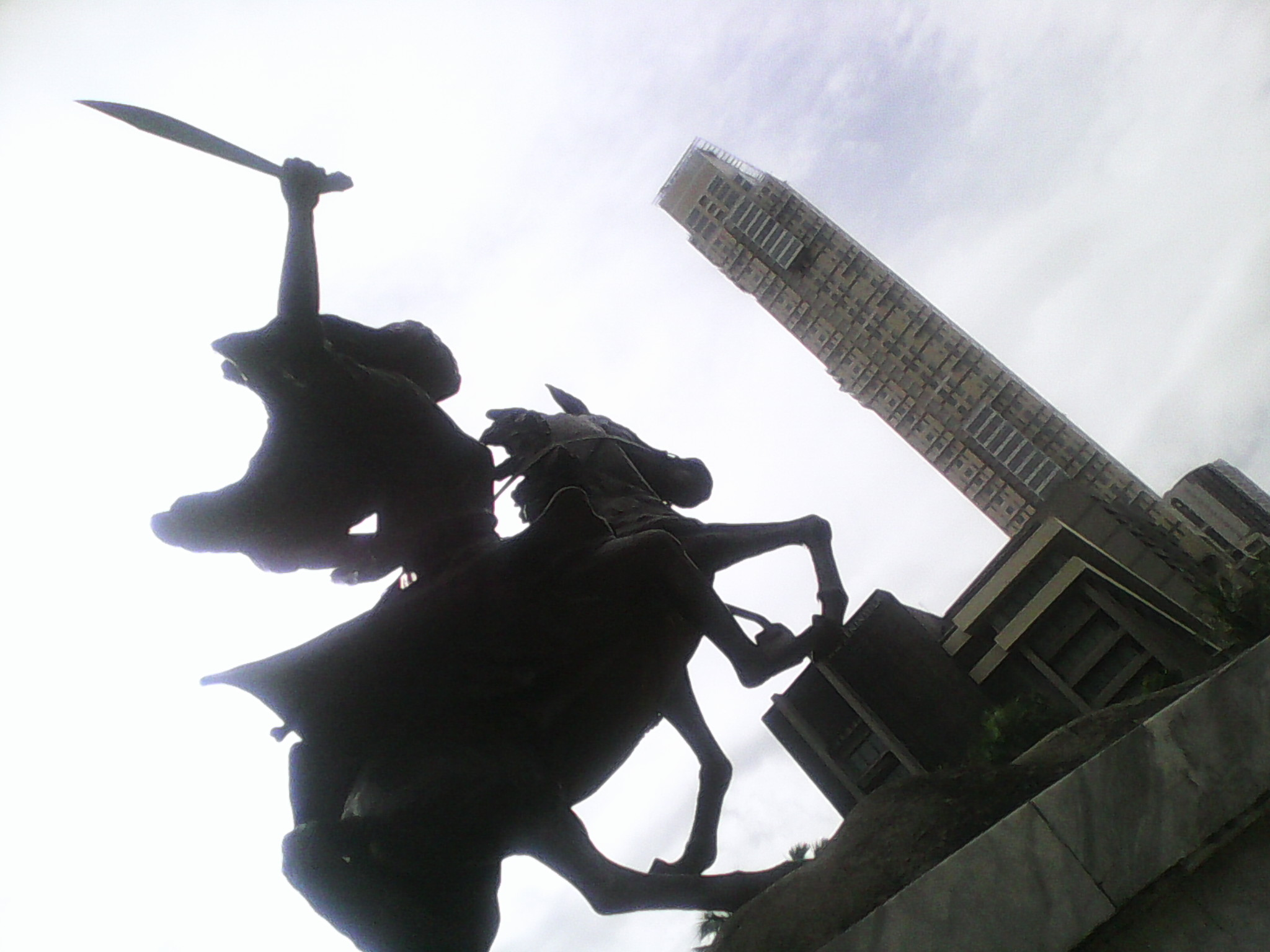
Statua equestre di Gabriela SIlang che impugna il machete. Manila

Dopo l'assassinio di Diego, Gabriela fuggì a Tayum per cercare rifugio nella casa di suo zio paterno, Nicolas Cariño. Lì nominò i suoi primi due generali, Miguel Flores e Tagabuen Infiel. In seguito, sostituì il marito assumendo il ruolo di comandante delle truppe ribelli. Nell'immaginario collettivo, Gabriela divenne la generalessa (La Generala) a cavallo con l'itàk (un machete filippino).
Il 10 settembre 1763, Gabriela tentò di assediare Vigan ma gli spagnoli reagirono costringendola prima a nascondersi e poi a ritirarsi ad Abra, dove fu presa prigioniera dagli spagnoli poco dopo. Il 20 settembre 1763, Gabriela Silang e le sue truppe furono giustiziate per impiccagione nella piazza centrale di Vigan.

## Riferimenti nella cultura di massa
Nel 1996 Tanya Gomez ha interpretato Gabriela Silang in due episodi della serie televisiva Bayani (Eroi) andata in onda su ABS-CBN.
Le è stato dedicato l'asteroide 7026 Gabrielasilang, scoperto da Eleanor Helin nel 1993.